# História da Vida Privada no Brasil
História da vida privada no Brasil é uma série de livros de cunho historiográfico organizada pelo historiador e pesquisador Fernando Novais no ano de 1997.

## Obra
Lançada no ano de 1997, a coleção teve a direção do historiador Fernando Novais, professor da Universidade de São Paulo (USP) e da Universidade Estadual de Campinas (Unicamp), sendo considerado um dos principais historiadores do Brasil.
Chefiada por Novais, cada uma das quatro edições foi organizada por historiadores de renomes da pesquisa brasileira nos mais diversos campos historiográficos.
O escopo da coleção é descrever e analisar os costumes, hábitos e modos de ser dos brasileiros ao longo da formação do país, do início marcado pela colonização portuguesa até a atualidade.

## Prêmios e reconhecimento
Os volumes um e dois da coleção, foram vencedores do Prêmio Jabuti - principal prêmio literário do país - na categoria Ciências Humanas.
Dada a expressão dos nomes envolvidos no projeto, é considerado uma das principais produções historiográficas no Brasil e uma ótima coleção de consulta para historiadores.

## Volumes
A coleção é dividida em quatro volumes, sendo:
- História da vida privada no Brasil - Vol. 1 cotidiano e vida privada na América portuguesa. Organizado por Laura de Mello e Souza (1997).[12]
- Historia da Vida Privada no Brasil - Vol. 2: Império: a Corte e a Modernidade nacional. Organizado por Luiz Felipe de Alencastro (1997).[13]
- História da vida privada no Brasil – Vol. 3: República: da Belle Époque à Era do Rádio. Organizado por Nicolau Sevcenko (1998).[14]
- História da vida privada no Brasil - Vol. 4: contrastes da intimidade contemporânea. Organizado por Lilia Schwarcz (1998).[15]